# La luna nel pozzo
La luna nel pozzo è stato un quiz televisivo andato in onda su Italia 1 il lunedì in prima serata nella primavera del 1984, e dopo la conclusione di Ciao gente!.
Gli autori erano gli stessi del programma Portobello: Anna Tortora, sorella del presentatore Enzo, e Angelo Citterio. Regista della trasmissione era Cino Tortorella.
Presentava Domenico Modugno con la collaborazione di una giovanissima Susanna Messaggio. Il presentatore della trasmissione avrebbe dovuto essere Enzo Tortora, ma siccome allora era coinvolto in una grave vicenda giudiziaria, da cui sarà poi assolto, fu scelto il cantante Modugno.
Il quiz metteva in palio come premio la possibilità, da parte del concorrente, di realizzare un sogno. Si ricorda, ad esempio, un viaggio in camion con Milly Carlucci. In caso di vittoria, il sogno che si era avverato veniva ripreso dalle telecamere e riproposto all'interno della trasmissione televisiva.
Il 12 giugno 1984, durante le prove di una puntata, Modugno fu gravemente colpito da un ictus che ne interruppe per svariati anni la carriera. La conduzione passò quindi a Marco Columbro.
La sigla finale del programma era "Pazzo amore", cantata da Domenico Modugno, tratta dall'omonimo album del 1984.